# فيليب سوان (موسيقي)
فيليب سوان (بالإنجليزية: Phillip Swann) (8 نوفمبر 1960، ميلتون في الولايات المتحدة)؛ ملحن، منتج أسطوانات، كاتب أغاني وروائي أمريكي.